# Hikaru Utada Laughter in the Dark Tour 2018
《Hikaru Utada Laughter in the Dark Tour 2018》是日本歌手宇多田光的影音作品，於2019年6月26日以完全生産限定盤形式發行。

## 概述
- 本作以DVD+藍光+特典DVD形式發行，DVD與藍光皆同樣收錄宇多田光於2018年12月9日於幕張展覽館的表演實況及其幕後紀錄片，而特典DVD則收錄〈Forevermore〉、〈你〉跟〈初戀〉各曲的音樂錄影帶及製作花絮[1]。
- 演唱會的表演實況於發行同日上架iTunes Store跟Netflix，成為她首部透過訂閱付費觀看的影視作品[2]。

## 場次
| 日期           | 城市     | 場地               |
| -------------- | -------- | ------------------ |
| 2018年11月6日  | 横滨市   | 橫濱體育館         |
| 2018年11月7日  | 横滨市   | 橫濱體育館         |
| 2018年11月14日 | 福岡市   | 福岡國際會議場     |
| 2018年11月15日 | 福岡市   | 福岡國際會議場     |
| 2018年11月22日 | 名古屋市 | 名古屋市綜合體育館 |
| 2018年11月23日 | 名古屋市 | 名古屋市綜合體育館 |
| 2018年11月28日 | 大阪市   | 大阪城音樂廳       |
| 2018年11月29日 | 大阪市   | 大阪城音樂廳       |
| 2018年12月4日  | 埼玉市   | 埼玉超級競技場     |
| 2018年12月5日  | 埼玉市   | 埼玉超級競技場     |
| 2018年12月8日  | 千葉市   | 幕張展覽館         |
| 2018年12月9日  | 千葉市   | 幕張展覽館         |

## 收錄內容

### Disc1、2（DVD、藍光）
1. 你
2. 道路
3. traveling
4. COLORS
5. Prisoner Of Love
6. Kiss & Cry
7. SAKURA Drops
8. 光
9. 朋友
10. Too Proud
11. 誓言
12. 盛夏的陣雨
13. 將花束獻給你
14. Forevermore
15. First Love
16. 初戀
17. Play A Love Song

-Encore-
1. 我的女友
2. Automatic
3. Goodbye Happiness

-幕後紀錄-
1. Talking About “Laughter in the Dark”

### Disc3（特典DVD）
1. Forevermore（MUSIC VIDEO）
2. 你（MUSIC VIDEO）
3. 初戀（MUSIC VIDEO）
4. Forevermore（MUSIC VIDEO DOCUMENT）
5. 你（MUSIC VIDEO DOCUMENT）
6. 初戀（MUSIC VIDEO DOCUMENT）

## 資料來源
1. ↑  . Oricon. 2019-04-18  [2021-09-18]. （原始内容存档于2021-09-18）.
2. ↑  . Cinra.net. 2019-04-18  [2021-09-18]. （原始内容存档于2021-09-18）.